# Slobozia (gmina Fântânele)
Slobozia – wieś w Rumunii, w okręgu Suczawa, w gminie Fântânele. W 2011 roku liczyła 246 mieszkańców.